# Jurriaan Wouters
Jurriaan Wouters (Amersfoort, 18 april 1993) is een Nederlandse atleet, die zich heeft toegelegd op het speerwerpen. Hij werd tweemaal Nederlands kampioen in deze discipline.

## Loopbaan
De eerste internationale ervaring deed Wouters op tijdens de wereldkampioenschappen voor junioren van 2012 in Barcelona, waar hij als tiende strandde in zijn kwalificatiegroep, ook al bleef hij met zijn verste worp van 67,55 m minder dan een halve meter verwijderd van zijn toenmalige PR (68,03).
In 2013 kwam Wouters vanwege een hardnekkige blessure nauwelijks in actie. Slechts in mei leverde hij tijdens de traditionele openingswedstrijd van het baanseizoen, de Ter Specke Bokaal in Lisse, met een worp van 65,99 nog een redelijke prestatie. Een jaar later kon hij echter weer geheel blessurevrij werpen en dat leverde een opvallende vooruitgang op, die via een eerdere PR-prestatie van 72,19 in Hilversum in juli, twee weken later op de Nederlandse kampioenschappen in Amsterdam, uitmondde in een verrassende uithaal naar 77,16, waarmee hij tevens zijn eerste nationale titel veroverde.
Het bleek vooralsnog het topjaar van zijn atletiekloopbaan tot dan toe te zijn, want in 2015 kon hij dit niveau niet evenaren, al wierp Wouters nu wel veel regelmatiger dan het jaar ervoor de speer voorbij de 70 meter. In Tallinn kwam hij tijdens de Europese kampioenschappen voor atleten onder 23 jaar met 75,02 nog het dichtste bij zijn PR-prestatie van 2014, maar dat was tijdens de kwalificatieronde van dit kampioenschap. In de finale bleef hij met 71,97 op een elfde plaats steken.
Jurriaan Wouters, die theoretische natuurkunde heeft gestudeerd en daarin gepromoveerd is, is lid van atletiekvereniging Hellas Utrecht, waar hij deel uitmaakt van het Javelin Team Whazzaa, dat onder leiding staat van vijfvoudig Nederlands speerwerpkampioen Elliott Thijssen en Kees Betlem.

## Nederlandse kampioenschappen
| Onderdeel   | Jaar       |
| ----------- | ---------- |
| speerwerpen | 2014, 2020 |

## Persoonlijk record
| Onderdeel   | Prestatie | Datum        | Plaats    |
| ----------- | --------- | ------------ | --------- |
| speerwerpen | 77,16 m   | 26 juli 2014 | Amsterdam |

## Palmares

### speerwerpen
- 2011: 9e NK – 63,60 m
- 2012: 11e NK – 57,54 m
- 2012: 10e in kwal. WK U20 – 67,55 m
- 2013:  Ter Specke Bokaal te Lisse – 65,99 m
- 2014: 4e Flynth Recordwedstrijden te Hoorn – 66,61 m
- 2014:  Klaverblad Arena Games te Hilversum – 72,19 m
- 2014:  NK – 77,16 m
- 2015:  Ter Specke Bokaal – 71,82 m
- 2015:  Flynth Recordwedstrijden – 74,42 m
- 2015: 11e EK U23 te Tallinn – 71,97 m (in kwal. 75,02 m)
- 2015: 5e NK – 72,09 m (in kwal. 73,68 m)
- 2016:  Gouden Spike - 70,53 m
- 2016: 4e NK - 70,19 m
- 2018:  NK - 70,22 m
- 2020:  NK – 76,09 m